# Chris Priestley
Chris Priestley (25. srpna 1958, Kingston upon Hull, Spojené království) je anglický spisovatel a ilustrátor, autor hororové literatury určené dětem a mládeži. Známý je především svou sérií Příšerné příběhy – Příšerné příběhy strýce Montaguea, Příšerné příběhy z temného tunelu, Příšerné příběhy z Černé lodi, Příšerné příběhy vánoční.

## Život
Narodil se 25. srpna 1958 v anglickém městě Kingston upon Hull. Otec pracoval v armádě a rodina se hodně stěhovala, kromě Anglie žila ve Walesu a několik let také na Gibraltaru. Po návratu do Británie se rodina usadila ve městě Newcastle upon Tyne.
V letech 1976 až 1980 studoval Priestley na Manchester Polytechnic, mezi lety 1981 a 1985 pracoval jako karikaturista pro Record Mirror, ilustrace vytvářel také pro The Listener, Radio Times, The Times a The Indepenent. Od roku 1990 pracoval pro The Economist, kde spolupracoval s Chrisem Riddellem a Davem Simondsem. V roce 1996 se stal kreslířem politických vtipů pro The Economist, přispíval však také do The Independent, Financial Times, The Guardian, Sunday Times, Daily Telegraph a Sunday Telegraph. V roce 2000 jej Chris Riddell přesvědčil, aby si vyzkoušel psaní a ilustrování literatury pro děti, čímž započala Priestleyho spisovatelská kariéra.
Od roku 2000 Priestley pravidelně vydával knihy a psal také pro rádio. Známým se stal především svou povídkovou sérií Příšerné příběhy. Žije a pracuje v Cambridge.